# Liebrecht Vanbeckevoort

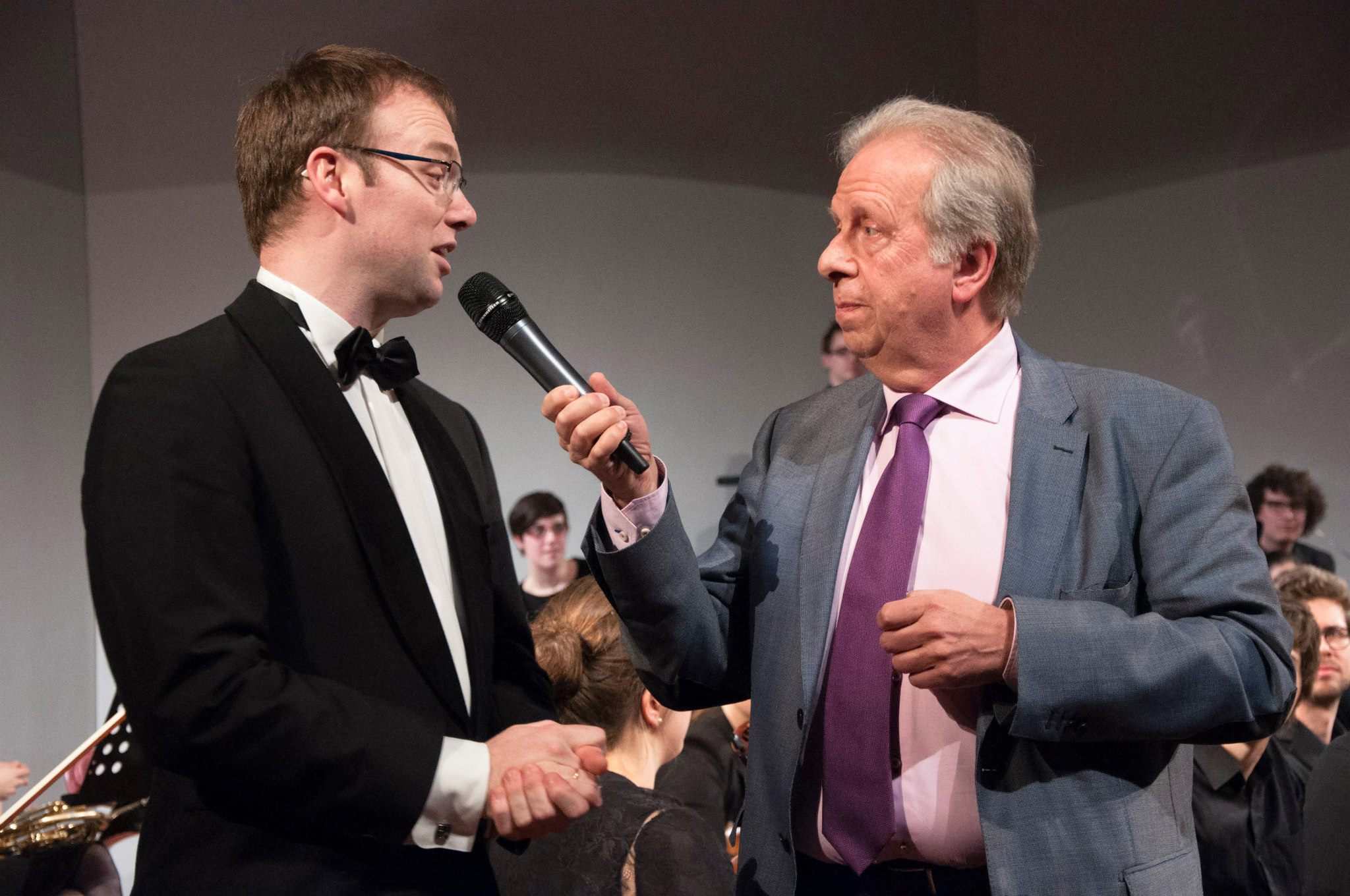
Liebrecht Vanbeckevoort in gesprek met Fred Brouwers tijdens een optreden met Frascati Symphonic (2014).

Liebrecht Vanbeckevoort (Mechelen, 26 september 1984) is een Belgisch concertpianist. Hij werd in mei 2007 finalist voor de Koningin Elisabethwedstrijd voor piano te Brussel en behaalde de zesde plaats en ontving de Prijs van de stad Brussel. Hij was in 2007 tevens gastsolist tijdens de Night of the Proms.

## Biografie
Vanbeckevoort startte de pianostudie op 8-jarige leeftijd. Van 2002 tot 2006 was hij leerling van Jan Michiels aan het Koninklijk Conservatorium te Brussel. In juni 2006 behaalde hij met Grote Onderscheiding het Masterdiploma voor piano. Tussen 2002 en 2005 studeerde hij ook bij Ton Demmers aan het Brabants Conservatorium te Tilburg en haalde met summa cum laude het postgraduaatsdiploma in 2005.
In 2006 zette hij de pianostudies voort te Boston aan het New England Conservatory bij Russel Sherman. Hij nam deel aan masterclasses bij bekende muziekpedagogen als Dmitri Bashkirov, İdil Biret, Wha Kyung Byun, Alexander Korsantia, Kum Sing Lee, Hans Leygraf, Daniel Pollack, Menahem Pressler, Igor Roma, Charles Rosen, Eduardo Torbianelli, Mikhail Voskresensky en Jan Wijn.
Naast zijn activiteiten als concertpianist geeft Liebrecht les aan het LUCA in Leuven en is hij artistiek directeur van het muziekfestival 'Klassiek Leeft' in Knokke-Heist. In opdracht van de Vlaamse overheid richtte hij in 2021 het evenement "Piano LAB" op, een kunstacademie van een week in België voor talentvolle pianisten van over de hele wereld met wereldvermaarde pianisten als docenten.

## Onderscheidingen en prijzen
Vanbeckevoort nam deel aan vele internationale wedstrijden en behaalde verschillende onderscheidingen.
In de halve finale van de Koningin Elisabethwedstrijd van 2007 speelde Vanbeckevoort een uitvoering van het Kris Defoorts plichtwerk Dedicatio. In de finale op 2 juni 2007 speelde hij naast het in te studeren plichtwerk, de sonate opus 90 van Ludwig van Beethoven en het derde pianoconcerto van Prokofjev. Hij behaalde uiteindelijk de zesde plaats in deze wedstrijd. De pianist kaapte ook de publieksprijzen weg, zowel van de VRT als bij de RTBF.

## Trivia
In 2024 nam Vanbeckevoort deel aan vier afleveringen van de Vlaamse televisiequiz Blokken.
- Gemeinsame Normdatei: 1069783560
- International Standard Name Identifier: 0000 0003 7582 3768
- Library of Congress Control Number: no2012109133
- MusicBrainz: 0966cb2e-9ba8-4a66-9e77-6605c0e59646
- Virtual International Authority File: 252250440
- WorldCat: E39PBJymwyTdCKtXGTYfp6hmBP